# Selección de baloncesto de Dinamarca
La selección de baloncesto de Dinamarca (en danés: Danmarks landshbasketballhold) es el equipo formado por jugadores de nacionalidad danesa que representa a la Asociación Danesa de Baloncesto (DBBF) en las competiciones internacionales organizadas por la Federación Internacional de Baloncesto (FIBA) o el Comité Olímpico Internacional (COI): los Juegos Olímpicos, la Copa Mundial de Baloncesto y el EuroBasket.
La selección de Dinamarca compitió regularmente en el EuroBasket de los años 50, el máximo torneo europeo. Su mejor aparición se produjo en 1951. Aunque desde entonces, el equipo ha luchado por mantener la consistencia para desafiar a las élites internacionales. Dinamarca también tiene que alcanzar aún la clasificación para jugar en el escenario global de la Copa Mundial FIBA.

## Historia

### EuroBasket 1951
Dinamarca debutó en un Campeonato Europeo de Baloncesto en 1951 en París. Fue derrotada en los cuatro partidos de la fase de grupos, encuadrada en el Grupo B junto a Unión Soviética, Turquía, Finlandia y Austria, quedando con un marcador de 0-4 y en quinta posición. En una eliminatoria directa con el otro quinto clasificado, Luxemburgo, Dinamarca se impuso 46-45, en la que se puso por delante a falta de cinco segundos con un tiro libre convertido por Peter Tatalls, pero Luxemburgo falló su último ataque con un tiro desde el centro de la pista y permitiendo que Dinamarca jugara por los puestos entre el 9.º y el 16.º.
En la siguiente fase de grupos fue encuadrada en el Grupo 2, junto a Escocia, Países Bajos y Finlandia. Logró derrotar a Escocia, quedando en quinta la tercera posición de su grupo con un balance de 1-2.
Pasó a disputar los puestos entre el 13.º y el 16.º. En el primer cruce logró su tercera victoria , al derrotar a Portugal por 46-39. En el partido por el puesto 13/14 perdió con Suiza por 54-22, finalizando en 14.ª posición de un total de 18 equipos y con un registro de victorias y derrotas de 3-7.

### EuroBasket 1953
En el EuroBasket de 1953 disputado en Moscú, Dinamarca perdió sus ocho encuentros, finalizando en el puesto 16.º de un total de 17.

### EuroBasket 1955
En el EuroBasket de 1955 disputado en Budapest, Dinamarca perdió sus ocho encuentros, finalizando en el puesto 18.º, el último.

## Historial

### Copa Mundial
Resultado General: No ocupa puesto
| Copa Mundial de Baloncesto |
| --- |
| - 1950: No calificó - 1954: No calificó - 1959: No calificó - 1963: No calificó - 1967: No calificó - 1970: No calificó - 1974: No calificó - 1978: No calificó - 1982: No calificó - 1986: No calificó - 1990: No calificó - 1994: No calificó - 1998: No calificó - 2002: No calificó - 2006: No calificó - 2010: No calificó - 2014: No calificó - 2019: No calificó - 2023: No calificó - 2027: TBD |

### Juegos Olímpicos
| Baloncesto en los Juegos Olímpicos |
| --- |
| - Berlín 1936: No calificó - Londres 1948: No calificó - Helsinki 1952: No calificó - Melbourne 1956: No calificó - Roma 1960: No calificó - Tokio 1964: No calificó - México 1968: No calificó - Múnich 1972: No calificó - Montreal 1976: No calificó - Moscú 1980: No calificó - Los Ángeles 1984: No calificó - Seúl 1988: No calificó - Barcelona 1992: No calificó - Atlanta 1996: No calificó - Sídney 2000: No calificó - Atenas 2004: No calificó - Pekín 2008: No calificó - Londres 2012: No calificó - Río 2016: No calificó - Tokio 2020: No calificó - París 2024: No calificó |

### EuroBasket
| EuroBasket |
| --- |
| - 1935: No participó - 1937: No participó - 1939: No participó - 1946: No participó - 1947: No participó - 1949: No participó - 1951: 14° Lugar - 1953: 16° Lugar - 1955: 18° Lugar - 1957: No participó - 1959: No participó - 1961: No participó - 1963: No participó - 1965: No participó - 1967: No participó - 1969: No participó - 1971: No participó - 1973: No participó - 1975: No participó - 1977: No participó - 1979: No participó - 1981: No participó - 1983: No participó - 1985: No participó - 1987: No participó - 1989: No participó - 1991: No participó - 1993: No participó - 1995: No participó - 1997: No participó - 1999: No participó - 2001: No participó - 2003: No participó - 2005: No participó - 2007: No participó - 2009: No participó - 2011: No participó - 2013: No participó - 2015: No participó - 2017: No participó - 2022: No participó - 2025: TBD |

### Campeonato Europeo División C
| 1988: | No participó | 1990: | No participó | 1992: | No participó   |  |  |
| 1994: | No participó | 1996: | No participó | 1998: | No participó   |  |  |
| 2000: | No participó | 2002: | No participó | 2004: | No participó   |  |  |
| 2006: | No participó | 2008: | No participó | 2010: | Medalla de oro |  |  |
| 2012: | No participó | 2014: | No participó | 2016: | No participó   |  |  |
| 2018: | No participó | 2021: | No participó |       |                |  |  |

## Palmarés
- Campeonato Europeo de Baloncesto de los Países Pequeños:
  -   Campeón (1): 2010